# Magyar Harangok
Magyar Harangok magyar emigráns folyóirat
A Magyar Harangok. A hontalan magyarok lapja sokszorosított havilapként jelent meg 1946 és 1949 között. Kiadó: Magyar Ferences Atyák.  Megjelenés helyei: Roma, Milano, Genova, Arezano. Szerkesztők:  Dengl Miklós OFM, Nyirő József, D. Galló Géza, Mikszáth Antal, Lipthay Lajos. 
1950-1951-ben Ausztráliában jelent meg folyóirat ugyanezzel a címmel.